# Vlaams Vredesinstituut
Het Vlaams Vredesinstituut (voluit Vlaams Instituut voor Vrede en Geweldpreventie) is een adviesorgaan van het Vlaams Parlement. Het werd als paraparlementaire instelling opgericht in 2004 met oog op het
- verrichten van fundamenteel en actueel vredesonderzoek
- adviseren van het Vlaams Parlement, op vraag van het parlement of op eigen initiatief
- verzamelen en ontsluiten van informatie en documentatie
- informeren en stimuleren van het politiek en maatschappelijk debat over vredesvraagstukken.

## Ontstaan
De oprichting van het Vredesinstituut was een rechtstreeks gevolg van de zogenaamde Nepal-crisis in de Belgische regering, met communautaire consequenties. De Belgische Minister van Buitenlandse Zaken Louis Michel had in 2003 de export goedgekeurd van Belgische wapens naar Nepal, waar de koning op 4 oktober 2002 met de hulp van het leger de macht had gegrepen. Na de federale verkiezingen van 18 mei 2003 werd de bevoegdheid over de wapenhandel dan ook geregionaliseerd. Het nieuwe voorstel voor het oprichten van een (ditmaal) Vlaams vredesinstituut kreeg nu wel een kans. Op 5 mei 2004 keurde het Vlaams Parlement het decreet houdende oprichting van het Vlaams Instituut voor Vrede en Geweldpreventie goed.
Hieraan gingen verschillende andere pogingen vooraf, zoals :
- in 1973 het voorstel tot het oprichten van een interuniversitair studiecentrum voor polemologie
- in 1980 verschillende voorstellen tot het oprichten van een Belgisch vredesonderzoeksinstituut
- in 1982 voorstellen tot het oprichten van een Belgisch Vredesfonds en een Belgisch Instituut voor Vredesonderzoek
- in 1993 het eerste voorstel voor het oprichten van een Vlaams Vredesinsituut
- in 2001 het voorstel tot het oprichten van een federaal centrum voor preventie van conflicten

Het huidige decreet werd voor het eerst voorgesteld in september 2003 als Vredesinstituut bij het Vlaams Parlement, besproken en geamendeerd in de subcommissie wapenhandel en ten slotte goedgekeurd in de plenaire zitting van het parlement.

## Samenstelling
Het instituut werd in januari 2005 officieel geïnstalleerd door de voorzitter van het Vlaams parlement, Norbert De Batselier. Het bestaat uit :
- Een Raad van Bestuur. De leden worden voorgedragen door de politieke fracties, de Sociaal-Economische Raad van Vlaanderen (SERV), de Vlaamse Interuniversitaire Raad (VLIR) en de Vlaamse vredesbewegingen. Daarnaast zijn er ook gecoöpteerde leden. De leden van de Raad van Bestuur worden benoemd door het Vlaams Parlement voor een periode van vijf jaar. Mieke Van Hecke volgde in maart 2015 Nelly Maes op als voorzitter van het instituut.  Sinds maart 2020 is Jan Peumans voorzitter.
- Een Wetenschappelijke Raad. Deze Raad begeleidt de werkzaamheden inhoudelijk en wordt gevormd door de voorzitter en de directeur van het instituut, aangevuld met acht binnen- en buitenlandse specialisten uit de academische middens en vanuit niet-gouvernementele organisaties. Ze worden benoemd door de Raad van Bestuur voor een periode van vijf jaar.
- Het wetenschappelijk secretariaat. Het secretariaat bestaat uit vier wetenschappelijke medewerkers, een communicatieverantwoordelijke en een secretarieel medewerker. Zij staan onder leiding van een directeur, momenteel Nils Duquet (sinds april 2020 ad interim en sinds januari 2021 officieel aangesteld door het Vlaams Parlement).   Voorheen werd het instituut achtereenvolgens geleid door Tomas Baum (tot  jan. 2018),  Destrooper Tine (tot april 2019) en Elke Devroe (tot maart 2020).

## Activiteiten
Het Instituut formuleert beleidsadviezen inzake wapenhandel en vredesvraagstukken, verricht onderzoek en publiceert haar rapporten. Ook organiseert het conferenties en lezingen.
In 2018 kwam het Instituut in het nieuws, naar aanleiding van het voornemen van minister Muyters tot herziening van de IWT-richtlijn uit 1994, die overheidssteun voor wapengerelateerd onderzoek verbiedt.